# Mansfield (Georgia)
Mansfield es un pueblo ubicado en el condado de Newton en el estado estadounidense de Georgia. En el censo de 2000, su población era de 392.

## Demografía
En el 2000 la renta per cápita promedia del hogar era de $34,167, y el ingreso promedio para una familia era de $37,813. El ingreso per cápita para la localidad era de $15,402. Los hombres tenían un ingreso per cápita de $31,250 contra $23,542 para las mujeres.

## Geografía
Mansfield se encuentra ubicado en las coordenadas 33°31′7″N 83°44′7″O / 33.51861, -83.73528 (33.518669, -83.735405).
Según la Oficina del Censo, la localidad tiene un área total de 2,8 km² (1,1 mi²), de la cual 2,8 km² (1,1 mi²) es tierra y 0 km² (0 mi²) (0.00%) es agua.